# Miguel Portas
Miguel Portas este un om politic portughez, membru al Parlamentului European în perioada 2004-2009 din partea Portugaliei. 
1. 1 2  Deputații în Parlamentul European
2. ↑  Miguel Portas morre aos 53 anos (în portugheză), accesat în 29 iunie 2012
3. ↑  Deputații în Parlamentul European
4. 1 2  Acórdão Nº 196/99 (în portugheză), Curtea Constituțională a Portugaliei[*], 24 martie 1999
5. 1 2  , Comissão Nacional de Eleições[*] https://www.cne.pt/partido/bloco-de-esquerda Lipsește sau este vid: |title= (ajutor)